# Orientalismo

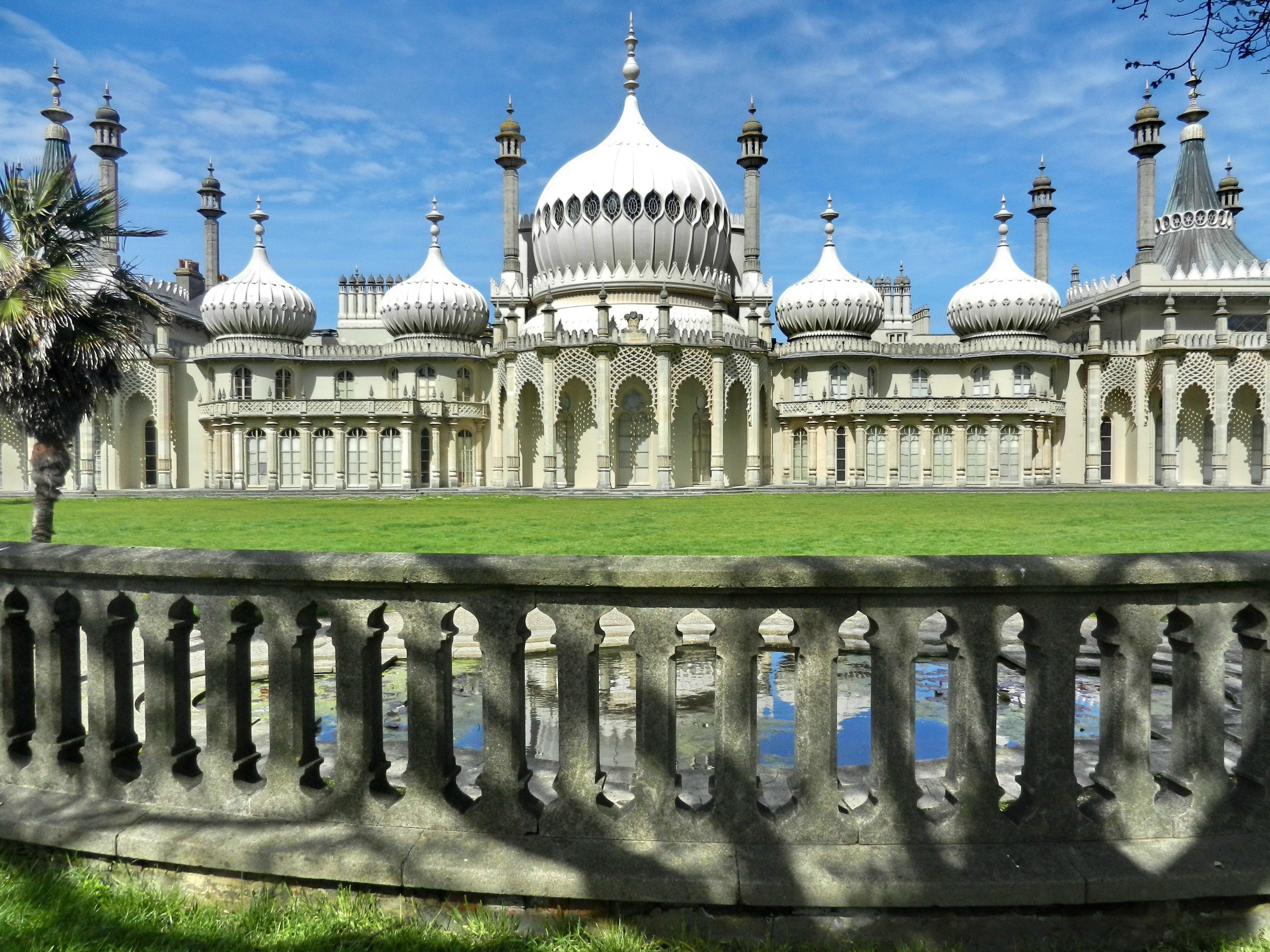
Il Royal Pavilion a Brighton, esempio di architettura orientalista in occidente

L'orientalismo è un termine usato dagli storici dell'arte, studiosi letterari e culturali per definire l'imitazione o la rappresentazione di aspetti delle culture del Medio Oriente, dell'Asia meridionale e dell'Asia orientale in opere occidentali. Queste raffigurazioni vengono solitamente eseguite da scrittori, architetti e artisti occidentali. In particolare, la pittura orientalista, raffigurante più specificamente "il Medio Oriente", era uno dei molteplici specialismi dell'arte accademica del XIX secolo, e anche la letteratura dei Paesi occidentali assunse un simile interesse per i temi orientali.
Dal saggio di Edward Said dal nome Orientalismo pubblicato nel 1978, molti accademici hanno incominciato a usare il termine orientalismo per riferirsi a un supposto atteggiamento paternalistico occidentale nei confronti del Medio Oriente e del Maghreb. Nell'analisi di Said, l'Occidente essenzializza queste società come statiche e non sviluppate, creando così una visione della cultura orientale che può essere studiata, rappresentata e riprodotta. Secondo Said, in tale ricostruzione sarebbe implicita l'idea che la società occidentale sarebbe sviluppata, razionale, flessibile e superiore.

## Sfondo

### Arte
Nella storia dell'arte, il termine orientalismo si riferisce alle opere di artisti occidentali specializzati in soggetti orientali, prodotti dai loro viaggi nell'Asia occidentale durante il XIX secolo. A quel tempo, artisti e studiosi erano descritti come orientalisti, specialmente in Francia, dove l'uso sprezzante del termine "orientalista" fu reso popolare dal critico d'arte Jules-Antoine Castagnary. Nonostante tale disprezzo sociale per uno stile di arte rappresentativa, la Società dei pittori orientalisti francesi  fu fondata nel 1893, con Jean-Léon Gérôme come presidente onorario, mentre in Gran Bretagna il termine orientalista identificava "un artista".
La formazione della Società dei pittori orientalisti francesi ha cambiato la coscienza dei professionisti verso la fine del XIX secolo, poiché gli artisti potevano ora considerarsi parte di un movimento artistico distinto. In quanto movimento artistico, la pittura orientalista è generalmente trattata come uno dei tanti rami dell'arte accademica del XIX secolo; tuttavia, erano in evidenza molti stili diversi di arte orientalista. Gli storici dell'arte tendono a identificare due grandi tipi di artisti orientalisti: i realisti che hanno dipinto con cura ciò che hanno osservato e quelli che hanno immaginato scene orientaliste senza mai lasciare lo studio. Pittori francesi come Eugène Delacroix (1798–1863) e Jean-Léon Gérôme (1824-1904) sono ampiamente considerati i principali luminari del movimento orientalista.

### Studi orientali
Il professor G. A. Wallin (1811–1852), esploratore e orientalista finlandese, ricordato per essere stato uno dei primi europei a studiare e viaggiare in Medio Oriente negli anni Quaranta dell'Ottocento. Ritratto di Wallin di RW Ekman, 1853. Nel XVIII e XIX secolo il termine orientalista identificava uno studioso specializzato nelle lingue e letterature del mondo orientale. Tra questi studiosi c'erano funzionari della Compagnia delle Indie orientali, i quali sostenevano che la cultura araba, la cultura indiana e le culture islamiche andasserostudiate alla stregua delle culture europee. Tra questi studiosi c'è il filologo William Jones, i cui studi sulle lingue indoeuropee hanno stabilito la filologia moderna. Il Raj della Compagnia in India favorì l'orientalismo come tecnica per sviluppare e mantenere relazioni positive con gli indiani, fino al 1820, quando l'influenza di "anglicisti" come Thomas Babington Macaulay e John Stuart Mill portò alla promozione di un'educazione in stile occidentale.
Inoltre, l'ebraismo e gli studi ebraici guadagnarono popolarità tra gli studiosi britannici e tedeschi nel XIX e XX secolo. Il campo accademico degli studi orientali, che comprendeva le culture del Vicino Oriente e dell'Estremo Oriente, divenne il campo degli studi asiatici e degli studi mediorientali.

### Studi critici

#### Edward Said
Nel suo libro Orientalismo (1978), il critico culturale Edward Said ridefinisce il termine orientalismo per descrivere una pervasiva tradizione occidentale - accademica e artistica - di interpretazioni estranee pregiudizievoli del mondo orientale, che è stata modellata dagli atteggiamenti culturali dell'imperialismo europeo nel XVIII secolo e XIX secolo. La tesi dell'orientalismo sviluppa la teoria dell'egemonia culturale di Antonio Gramsci e la teorizzazione del discorso di Michel Foucault per criticare la tradizione scientifica degli studi orientali. Said ha criticato gli studiosi contemporanei che hanno perpetuato la tradizione dell'interpretazione dall'esterno delle culture arabo-islamiche, in particolare Bernard Lewis e Fouad Ajami. Inoltre, Said diceva che «L'idea di rappresentazione è teatrale: l'Oriente è il palcoscenico su cui è confinato tutto l'Oriente».
In accademia, il libro Orientalismo (1978) divenne un testo fondamentale degli studi culturali postcoloniali. Le analisi nelle opere di Said riguardano l'orientalismo nella letteratura europea, in particolare la letteratura francese, e non analizzano l'arte visiva e la pittura orientalista. In tal senso, la storica dell'arte Linda Nochlin ha applicato all'arte i metodi di analisi critica di Said, "con risultati disomogenei". Altri studiosi vedono i dipinti orientalisti come raffiguranti un mito e una fantasia che spesso non erano correlati alla realtà.
C'è anche una tendenza critica all'interno del mondo islamico. Nel 2002 è stato stimato che solo in Arabia Saudita circa 200 libri e 2000 articoli sull'orientalismo fossero stati scritti da studiosi locali o stranieri.

#### Dottrina sovietica
Dalla Grande enciclopedia sovietica (1951): 
Riflettendo la visione del mondo colonialista-razzista della borghesia europea e americana, fin dall'inizio l'orientologia borghese ha opposto diametralmente le civiltà del cosiddetto "Occidente" a quelle dell'"Est" dichiarando calunniosamente che i popoli asiatici sono razzialmente inferiori, in qualche modo primordialmente arretrati, incapaci di determinare il proprio destino, e che apparivano solo come oggetti della storia piuttosto che come soggetto.

## Nell'architettura e nel design europei
Lo stile moresco dell'ornato rinascimentale è un adattamento europeo dell'arabesco islamico che iniziò alla fine del XV secolo e doveva essere utilizzato in alcuni tipi di lavoro, come la rilegatura di libri, fino quasi ai giorni nostri. Il primo uso architettonico di motivi prelevati dal subcontinente indiano è noto come architettura del rilancio indo-saraceno. Uno dei primi esempi è la facciata della Guildhall, a Londra (1788–1789). Lo stile ha guadagnato slancio in occidente con la pubblicazione di vedute dell'India di William Hodges e William e Thomas Daniell dal 1795 circa. Esempi di architettura "indù" sono la Sezincote House (1805 circa) nel Gloucestershire, costruita per un nababbo tornato dal Bengala, e il Royal Pavilion a Brighton.

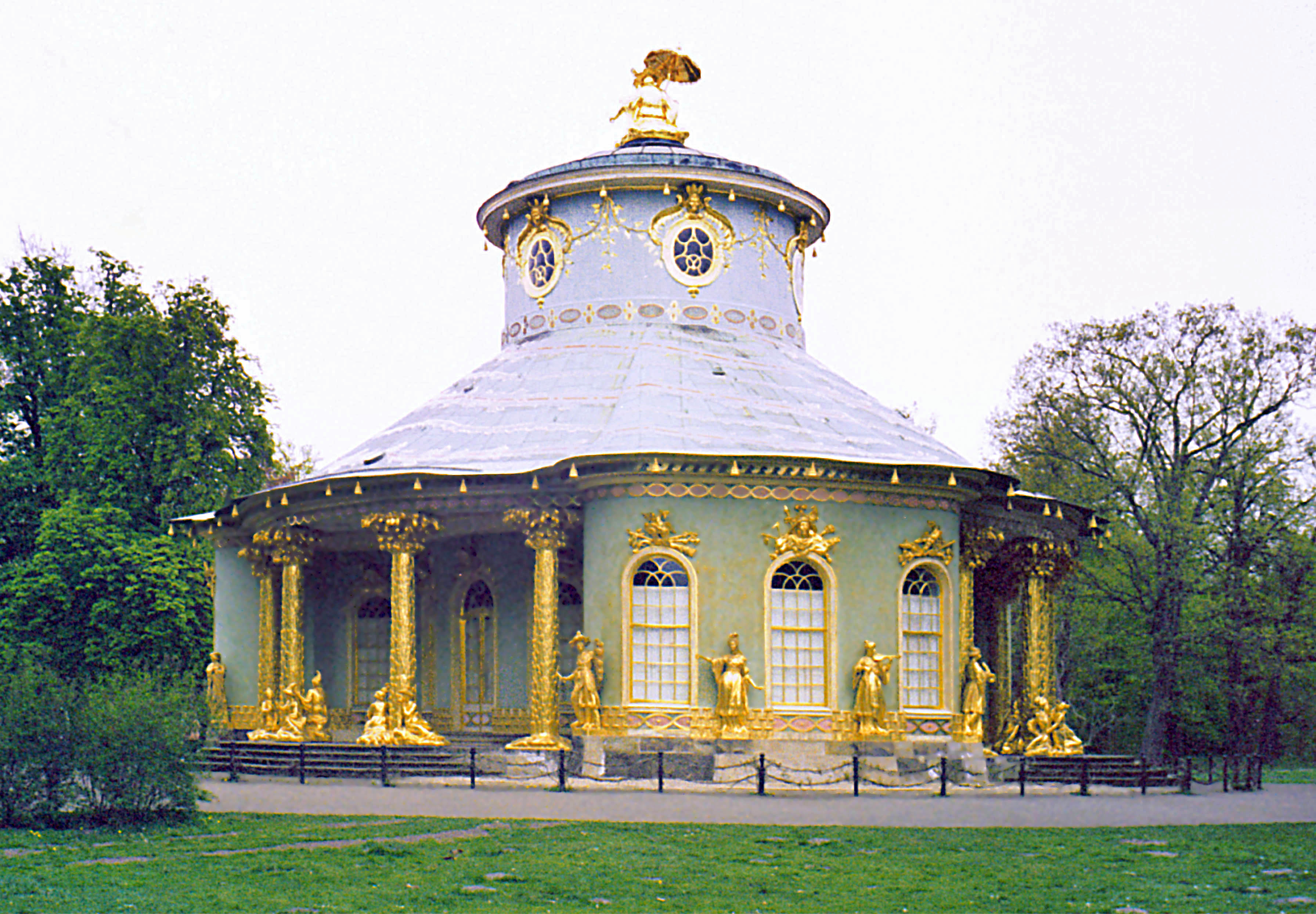
Parco Sanssouci, Potsdam, Germania, di Johann Gottfried Büring, 1755-1764

La moda delle turcherie, che iniziò già alla fine del XV secolo, continuò almeno fino al XVIII secolo e comprendeva sia l'uso di stili "turchi" nelle arti decorative, l'adozione del costume turco a volte, sia l'interesse per l'arte raffigurante l'Impero ottomano stesso. Venezia, il tradizionale partner commerciale degli ottomani, fu il primo centro, con la Francia che divenne più importante nel XVIII secolo.
Cineserie è il termine generico per la moda dei temi cinesi nella decorazione nell'Europa occidentale, a partire dalla fine del XVII secolo e con un picco a ondate, in particolare le cineserie Rococò, c. 1740–1770. Dal Rinascimento al XVIII secolo, i designer occidentali tentarono di imitare la sofisticatezza tecnica della ceramica cinese con successo solo parziale. I primi accenni di Chinoiserie apparvero nel XVII secolo in nazioni con compagnie attive delle Indie Orientali: Inghilterra (la Compagnia delle Indie orientali), Danimarca (la Compagnia danese delle Indie orientali), Paesi Bassi (la Compagnia olandese delle Indie orientali) e Francia (la Compagnia francese delle Indie orientali). Le ceramiche smaltate a stagno prodotte a Delft e in altre città olandesi adottarono la vera porcellana blu e bianca dell'era Ming dall'inizio del XVII secolo. I primi articoli in ceramica realizzati a Meissen e in altri centri di vera porcellana imitavano le forme cinesi per piatti, vasi e servizi da tè.
I padiglioni del piacere in "gusto cinese" sono apparsi nei parterre formali dei palazzi tedeschi tardo barocchi e rococò e nei pannelli di piastrelle ad Aranjuez vicino a Madrid. I tavoli da tè in mogano e gli armadietti in porcellana di Thomas Chippendale, in particolare, erano impreziositi da vetri e ringhiere traforati, c. 1753–70. Anche i sobri omaggi agli arredi dei primi studiosi di Xing furono naturalizzati, poiché il codolo si evolse in un tavolino medio georgiano e poltrone quadrate con schienale a doghe che si adattavano a gentiluomini inglesi e studiosi cinesi. Non tutti gli adattamenti dei principi del design cinese rientrano nella "chinoiserie" tradizionale". I supporti di cineserie includevano imitazioni di lacca e articoli di latta dipinta (tôle) che imitavano il japanning, le prime carte da parati dipinte in fogli e figurine in ceramica e ornamenti da tavola. Piccole pagode apparivano sui camini e quelle a grandezza naturale nei giardini. Kew ha una magnifica Grande Pagoda progettata da William Chambers. Il Wilhelma (1846) a Stoccarda è un esempio di rilancio dell'architettura moresca. La Casa Leighton, costruita per l'artista Frederic Leighton, ha una facciata convenzionale ma elaborati interni in stile arabo, tra cui piastrelle islamiche originali e altri elementi, nonché lavori orientalizzanti vittoriani.
Dopo il 1860, il giapponismo, innescato dall'importazione di ukiyo-e, divenne un'influenza importante nelle arti occidentali. In particolare, molti artisti francesi moderni come Claude Monet e Edgar Degas sono stati influenzati dallo stile giapponese. Mary Cassatt, un'artista americana che ha lavorato in Francia, ha utilizzato elementi di motivi combinati, piani piatti e prospettive mutevoli delle stampe giapponesi nelle sue immagini. I dipinti di La stanza del pavone di James Abbott McNeill Whistler hanno dimostrato come ha utilizzato aspetti della tradizione giapponese e sono alcune delle opere più belle del genere. Gli architetti californiani Greene e Greene sono stati ispirati da elementi giapponesi nel design della Casa Gamble e di altri edifici.
L'architettura del rilancio egiziano divenne popolare all'inizio e alla metà del XIX secolo e continuò come stile minore fino all'inizio del XX secolo. L'architettura del rilancio moresco iniziò all'inizio del XIX secolo negli stati tedeschi ed era particolarmente popolare per la costruzione di sinagoghe. L'architettura del rilancio indo-saraceno era un genere sorto alla fine del XIX secolo nel Raj britannico.

## Arte orientalista

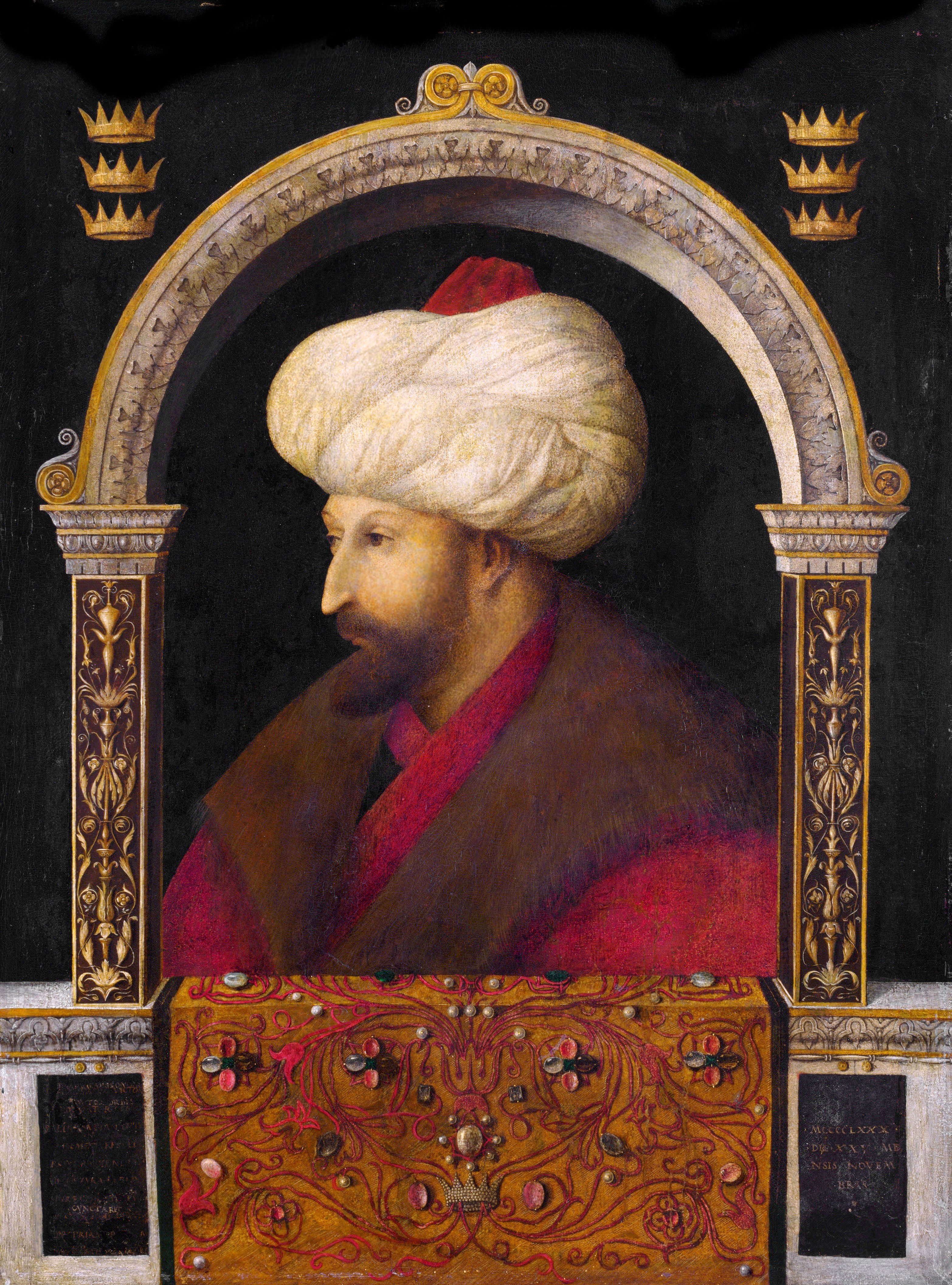
Il sultano Maometto II, attr. a Gentile Bellini, 1480

Le tendenze orientaliste nell'arte occidentale hanno una lunga storia. Scene orientali possono essere trovate nell'arte medievale e rinascimentale, e l'arte islamica stessa ha avuto un'influenza profonda e formativa sulla produzione artistica occidentale. Gli argomenti orientali proliferarono ulteriormente nel XIX secolo, di pari passo con il colonialismo occidentale in Africa e in Asia.

### Prima del XIX secolo
Raffigurazioni di "Mori" e "Turchi" islamici (gruppi musulmani dell'Europa meridionale, del Nordafrica e dell'Asia occidentale denominati in modo impreciso) si possono trovare nell'arte medievale, rinascimentale e barocca. Nelle scene bibliche nella pittura dei primi Paesi Bassi, le figure secondarie, in particolare i romani, ricevevano costumi esotici che riflettevano in lontananza gli abiti del Vicino Oriente. I tre Re Magi nei presepi erano un focus speciale per questo. In generale l'arte con ambientazioni bibliche non sarebbe considerata orientalista, tranne nei casi in cui i dettagli o le ambientazioni mediorientali contemporanee o storiciste sono una caratteristica delle opere, come alcuni dipinti di Gentile Bellini e altri, e una serie di opere del XIX secolo. La Venezia rinascimentale ebbe una fase di particolare interesse per le raffigurazioni dell'Impero ottomano in pittura e stampe. Gentile Bellini, che viaggiò a Costantinopoli e dipinse il Sultano, e Vittore Carpaccio furono i pittori principali. A quel punto le raffigurazioni erano più accurate, con uomini tipicamente vestiti tutti di bianco. La raffigurazione dei tappeti orientali nella pittura rinascimentale a volte attinge dall'interesse orientalista, ma più spesso riflette solo il prestigio che questi oggetti costosi avevano nel periodo.
Jean-Étienne Liotard (1702–1789) visitò Istanbul e dipinse numerosi pastelli di scene domestiche turche; continuò a indossare abiti turchi per la maggior parte del tempo quando era tornato in Europa. L'ambizioso artista scozzese del XVIII secolo Gavin Hamilton ha trovato una soluzione al problema dell'uso di abiti moderni, considerati non eroici e poco eleganti, nella pittura storica utilizzando ambientazioni mediorientali con europei che indossano costumi locali, come era consigliato ai viaggiatori. Il suo enorme James Dawkins and Robert Wood Discovering the Ruins of Palmyra (1758, ora Edimburgo) eleva il turismo all'eroico, con i due viaggiatori che indossano quelle che sembrano toghe. Molti viaggiatori si fecero dipingere con abiti esotici orientali al loro ritorno, incluso Lord Byron, così come molti che non avevano mai lasciato l'Europa, inclusa Madame de Pompadour. Il crescente interesse francese per il lusso orientale esotico e la mancanza di libertà nel XVIII secolo riflettevano in una certa misura un'analogia acuta con la monarchia assoluta della Francia. La poesia di Byron fu molto influente nell'introdurre l'Europa all'inebriante cocktail del romanticismo in ambientazioni orientali esotiche che avrebbe dominato l'arte orientale del XIX secolo.

### Orientalismo francese

Jean-Auguste-Dominique Ingres, Il bagno turco, 1862

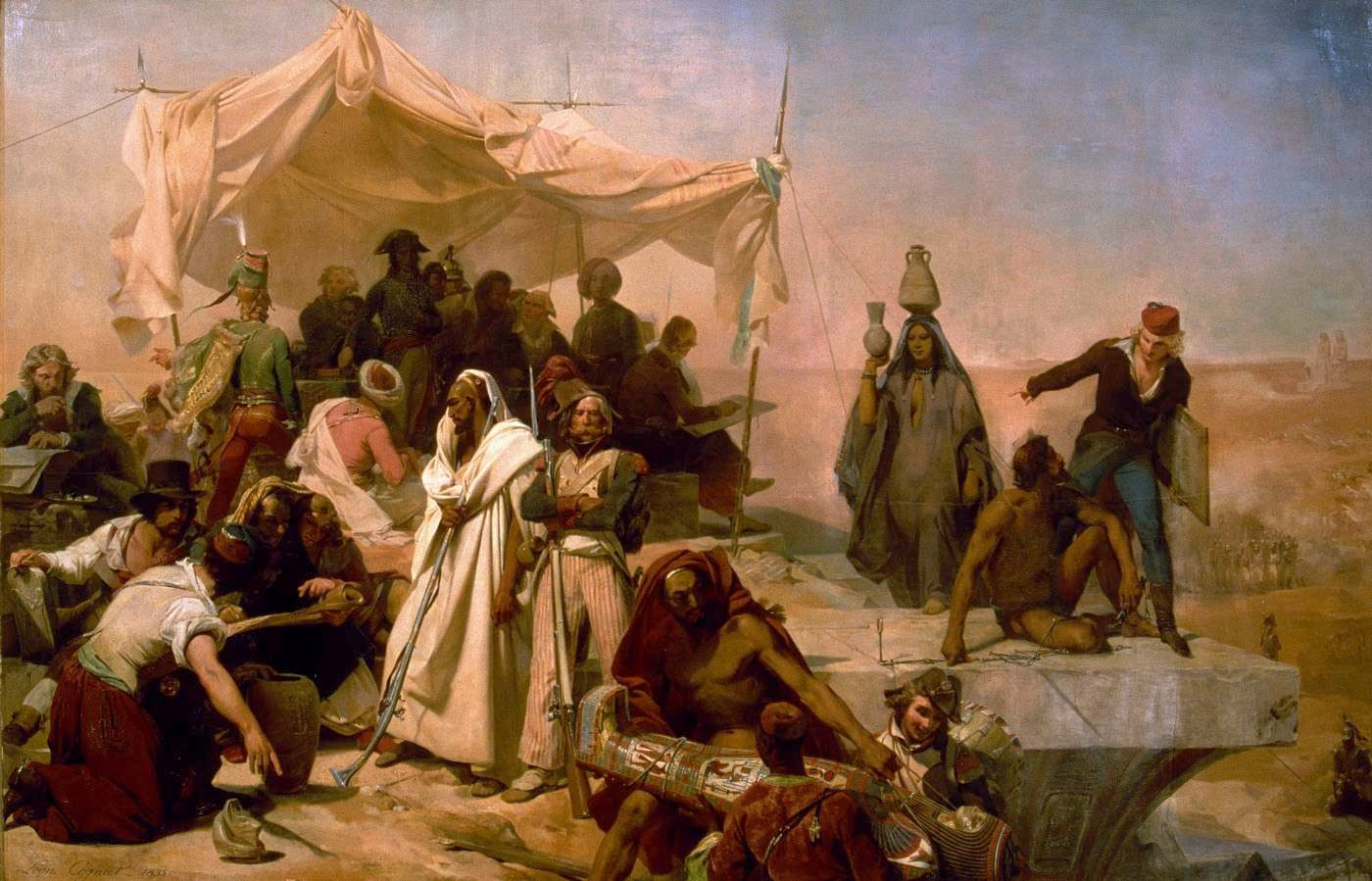
Léon Cogniet, La spedizione egiziana del 1798 sotto il comando di Bonaparte (1835; Musée du Louvre).

La pittura orientalista francese fu trasformata dall'invasione dell'Egitto e della Siria, alla fine fallita, da parte di Napoleone nel 1798-1801, che stimolò un grande interesse pubblico per l'egittologia, e fu anche registrata negli anni successivi dai pittori di corte di Napoleone, in particolare Antoine-Jean Gros. Due dei suoi dipinti di maggior successo, Bonaparte visita gli appestati di Giaffa (1804) e La battaglia di Abukir (1806) si concentrano sull'imperatore, com'era allora, ma includono molte figure egiziane, così come il meno efficace Napoleone alla battaglia delle Piramidi (1810). La Révolte du Caire (1810) di Anne-Louis Girodet de Roussy-Trioson fu un altro grande e importante esempio. Una ben illustrata Description de l'Égypte fu pubblicata dal governo francese in venti volumi tra il 1809 e il 1828, concentrandosi sulle antichità.
Il primo grande successo di Eugène Delacroix, Il massacro di Scio (1824), fu dipinto prima che visitasse la Grecia o l'Oriente, e seguì La zattera della Medusa del suo amico Théodore Géricault nel mostrare un recente incidente in luoghi lontani che aveva suscitato l'interesse del pubblico opinione. La Grecia stava ancora combattendo per l'indipendenza dagli ottomani ed era effettivamente esotica quanto le parti più vicine dell'Impero dell'Impero. Delacroix ha seguito La Grecia sulle rovine di Missolonghi (1827), che commemora un assedio dell'anno precedente, e La morte di Sardanapalo, ispirato a Lord Byron, a cui, sebbene ambientato nell'antichità, è stato attribuito l'inizio della miscela di sesso, violenza, stanchezza ed esotismo che attraversa gran parte della pittura orientalista francese. Nel 1832, Delacroix visitò finalmente l'attuale Algeria, recentemente conquistata dai francesi, e il Marocco, come parte di una missione diplomatica presso il sultano del Marocco. Rimase molto colpito da ciò che vide, paragonando lo stile di vita nordafricano a quello degli antichi romani, e continuò a dipingere soggetti del suo viaggio al suo ritorno in Francia. Come molti pittori orientalisti successivi, era frustrato dalla difficoltà di disegnare donne e molte delle sue scene rappresentavano ebrei o guerrieri a cavallo. Tuttavia, a quanto pare è stato in grado di entrare negli alloggi delle donne o nell'harem di una casa per disegnare ciò che è diventato Donne di Algeri; poche scene di harem successive avevano questa pretesa di autenticità.
Quando Ingres, il direttore dell'Académie de peinture francese, dipinse una visione molto colorata di un bagno turco, rese pubblicamente accettabile il suo Oriente erotizzato generalizzando diffusamente le forme femminili (che avrebbero potuto essere tutte lo stesso modello). Una sensualità più aperta era vista come accettabile nell'esotico Oriente. Queste immagini persistettero nell'arte fino all'inizio del XX secolo, come evidenziato nei semi-nudi orientalisti di Henri Matisse del suo periodo nizzardo e nel suo uso di costumi e modelli orientali. L'allievo di Ingres Théodore Chassériau (1819–1856) aveva già raggiunto il successo con il suo nudo La toilette di Ester (1841, Louvre) e il ritratto equestre di Ali-Ben-Hamet, califfo di Costantino e capo degli Haracta, seguito dalla sua scorta (1846) prima di visitare per la prima volta l'Oriente, ma nei decenni successivi il piroscafo rese i viaggi molto più facili e un numero crescente di artisti si recò in Medio Oriente e oltre, dipingendo una vasta gamma di scene orientali. Tra i più noti scultori francesi della storia dell’orientalismo compaiono Alfred Barye e Emile Guillemin che insieme nel 1848 realizzarono l’opera del Cavallo arabo.
In molte di queste opere, gli artisti hanno ritratto l'Oriente come esotico, colorato e sensuale, per non dire stereotipato. Tali opere si concentravano tipicamente su culture arabe, ebraiche e altre culture semitiche, poiché quelle erano quelle visitate dagli artisti mentre la Francia si impegnava maggiormente nel Nord Africa. Artisti francesi come Eugène Delacroix, Jean-Léon Gérôme e Jean-Auguste-Dominique Ingres hanno dipinto molte opere raffiguranti la cultura islamica, spesso incluse odalische rilassate. Hanno sottolineato sia la stanchezza che lo spettacolo visivo. Altre scene, specialmente nella pittura di genere, sono stati visti come strettamente paragonabili ai loro equivalenti ambientati nell'Europa moderna o storica, o anche come il riflesso di una mentalità orientalista nel senso saidiano del termine. Gérôme fu il precursore, e spesso il maestro, di un certo numero di pittori francesi dell'ultima parte del secolo le cui opere erano spesso francamente salaci, rappresentando spesso scene in harem, bagni pubblici e aste di schiavi (gli ultimi due disponibili anche con decorazioni classiche), e responsabile, con altri, della "equazione dell'orientalismo con il nudo in modalità pornografica".
Gli scultori orientalisti includono Charles Cordier.

### Orientalismo britannico

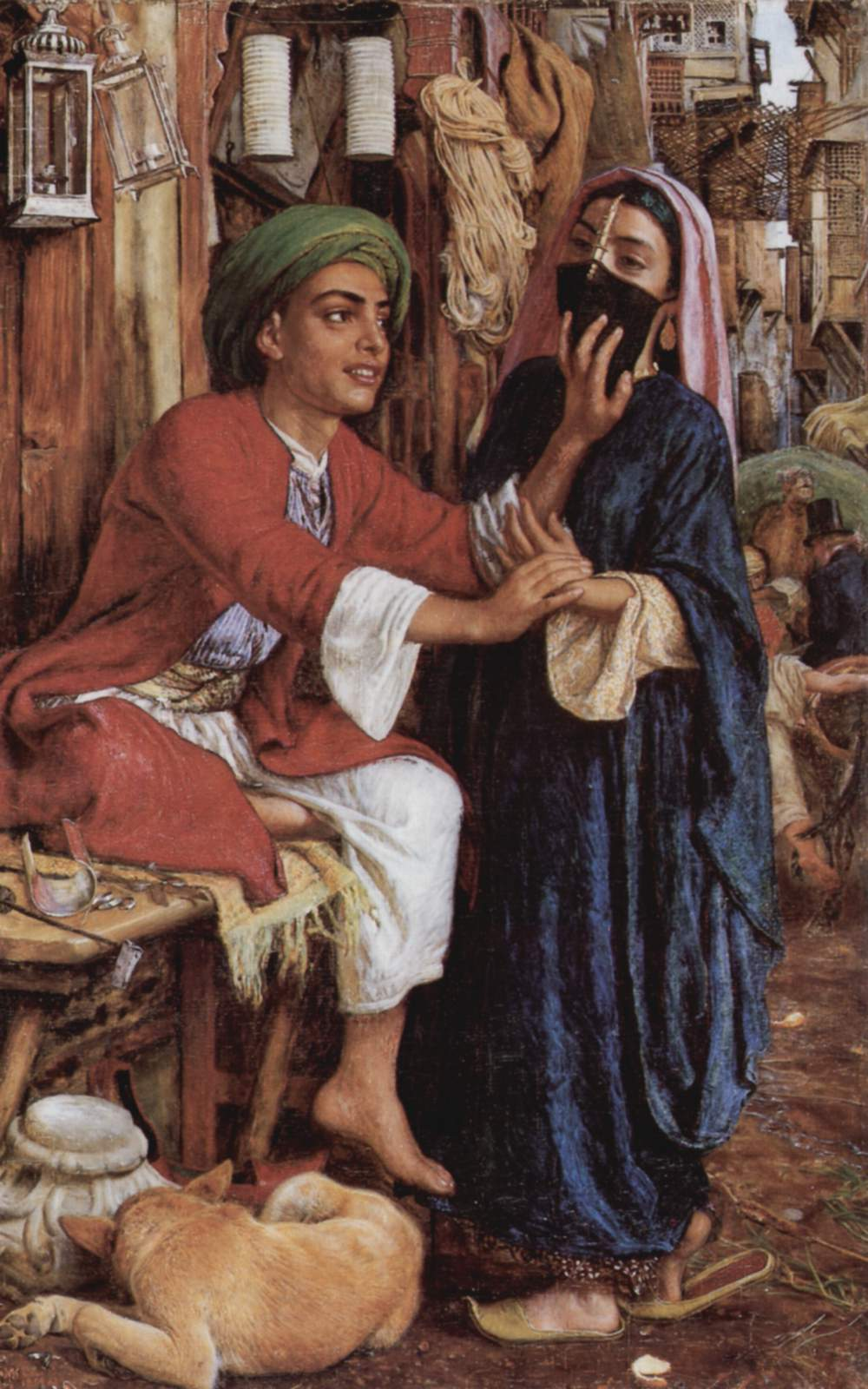
William Holman Hunt, Una scena di strada al Cairo; Il corteggiamento del fabbricante di lanterne, 1854–61

Sebbene l'interesse politico britannico nei territori dell'impero ottomano in disfacimento fosse intenso come in Francia, fu per lo più esercitato in modo più discreto. Le origini della pittura orientalista britannica del XIX secolo devono più alla religione che alla conquista militare o alla ricerca di luoghi plausibili per donne nude. Il principale pittore di genere britannico, Sir David Wilkie aveva 55 anni quando si recò a Istanbul e Gerusalemme nel 1840, morendo a Gibilterra durante il viaggio di ritorno. Sebbene non sia noto come pittore religioso, Wilkie fece il viaggio con un'agenda protestante per riformare la pittura religiosa, poiché credeva che: "un Martin Lutero nella pittura è tanto necessario quanto in teologia, per spazzare via gli abusi da cui è gravata la nostra ricerca divina", con cui intendeva l'iconografia cristiana tradizionale. Sperava di trovare ambientazioni e decorazioni più autentiche per i soggetti biblici nella loro posizione originale, anche se la sua morte ha impedito di fare più di studi.Altri artisti tra cui il preraffaellita William Holman Hunt e David Roberts (in Terra Santa, Siria, Idumea, Arabia, Egitto e Nubia) avevano motivazioni simili, dando un'enfasi sul realismo nell'arte orientalista britannica fin dall'inizio. L'artista francese James Tissot utilizzava anche paesaggi e decorazioni mediorientali contemporanei per soggetti biblici, con scarso riguardo per i costumi storici o altri accessori.
William Holman Hunt ha prodotto una serie di importanti dipinti di soggetti biblici attingendo ai suoi viaggi in Medio Oriente, improvvisando varianti di costumi e arredi arabi contemporanei per evitare stili specificamente islamici, e anche alcuni paesaggi e soggetti di genere. I soggetti biblici includevano Il capro espiatorio (1856), Il ritrovamento del Salvatore nel tempio (1860) e L'ombra della morte (1871). Il miracolo del fuoco sacro (1899) era inteso come una pittoresca satira sui cristiani orientali locali, dei quali, come la maggior parte dei visitatori europei, Hunt aveva una visione molto negativa. Il suo Una scena di strada al Cairo; Il corteggiamento del fabbricante di lanterne (1854-1861) è una rara scena narrativa contemporanea, in cui il giovane sente il volto della sua fidanzata, che non gli è permesso vedere, attraverso il suo velo, mentre un occidentale sullo sfondo si fa strada su per la strada con il suo bastone. Questa è una rara intrusione di una figura chiaramente contemporanea in una scena orientalista; per lo più rivendicano il pittoresco del dipinto storico così popolare all'epoca, senza la fatica di ricercare costumi e ambientazioni autentici.
Quando Gérôme espone Il mercato delle schiave al Cairo alla Royal Academy di Londra nel 1871, fu "ampiamente ritenuto offensivo", in parte per il coinvolgimento britannico nella soppressione riuscita della tratta degli schiavi in Egitto, ma anche per la crudeltà che "rappresenta la carnosità fine a se stessa". Ma Rana Kabbani crede che "la pittura orientalista francese, come esemplificata dalle opere di Gérôme, possa apparire più sensuale, sgargiante, cruenta e sessualmente esplicita rispetto alla sua controparte britannica, ma questa è una differenza di stile e non di sostanza... Simile tensioni di fascino e repulsione sconvolgevano i loro artisti". Tuttavia, la nudità e la violenza sono più evidenti nei dipinti britannici ambientati nel mondo antico, e "l'iconografia dell'odalisca... la schiava sessuale orientale la cui immagine è offerta allo spettatore con la stessa libertà che lei stessa presumibilmente era per il suo padrone - è quasi interamente di origine francese", sebbene ripreso con entusiasmo da pittori italiani ed altri europei.
John Frederick Lewis, che visse per diversi anni in una villa tradizionale al Cairo, dipinse opere molto dettagliate che mostrano sia scene di genere realistiche della vita mediorientale sia scene più idealizzate in interni egiziani dell'alta borghesia senza tracce di influenza culturale occidentale ancora evidenti. La sua rappresentazione attenta e apparentemente affettuosa dell'architettura, degli arredi, degli schermi e dei costumi islamici ha stabilito nuovi standard di realismo, che hanno influenzato altri artisti, tra cui Gérôme nelle sue opere successive. Egli "non ha mai dipinto un nudo", e sua moglie ha modellato per molte delle sue scene di harem, che, con i rari esempi del pittore classicista Lord Leighton, immagina "l'harem come un luogo di domesticità quasi inglese,... [dove]... la rispettabilità delle donne completamente vestite suggerisce una salubrità morale da abbinare al loro bell'aspetto naturale".
Altri artisti si sono concentrati sulla pittura di paesaggi, spesso di scene del deserto, tra cui Richard Dadd ed Edward Lear. David Roberts (1796–1864) produsse vedute architettoniche e paesaggistiche, molte di antichità, e pubblicò da esse libri di litografie di grande successo.

### Orientalismo russo

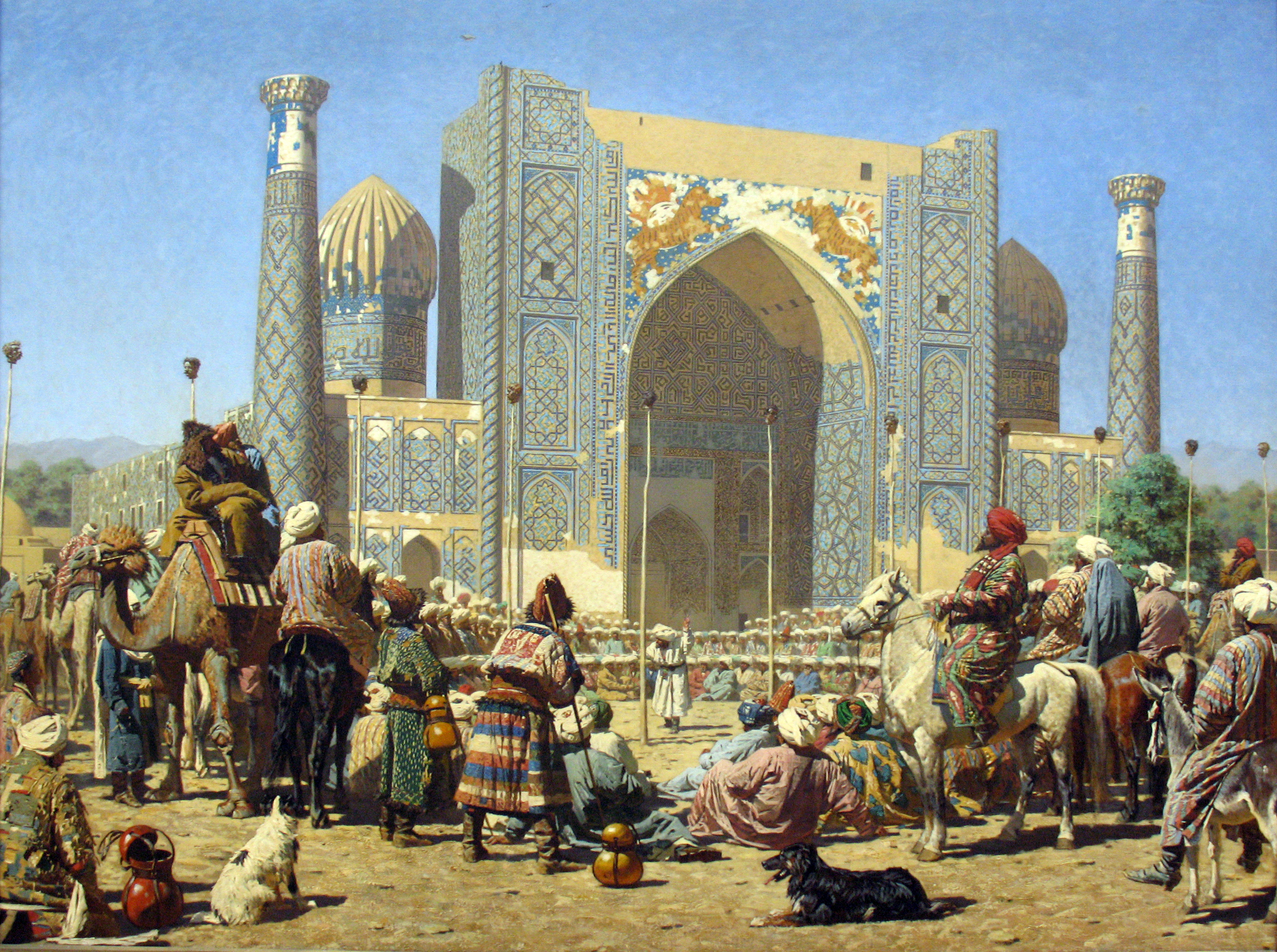
Vasilij Vasil'evič Vereščagin, Sono trionfanti, 1872

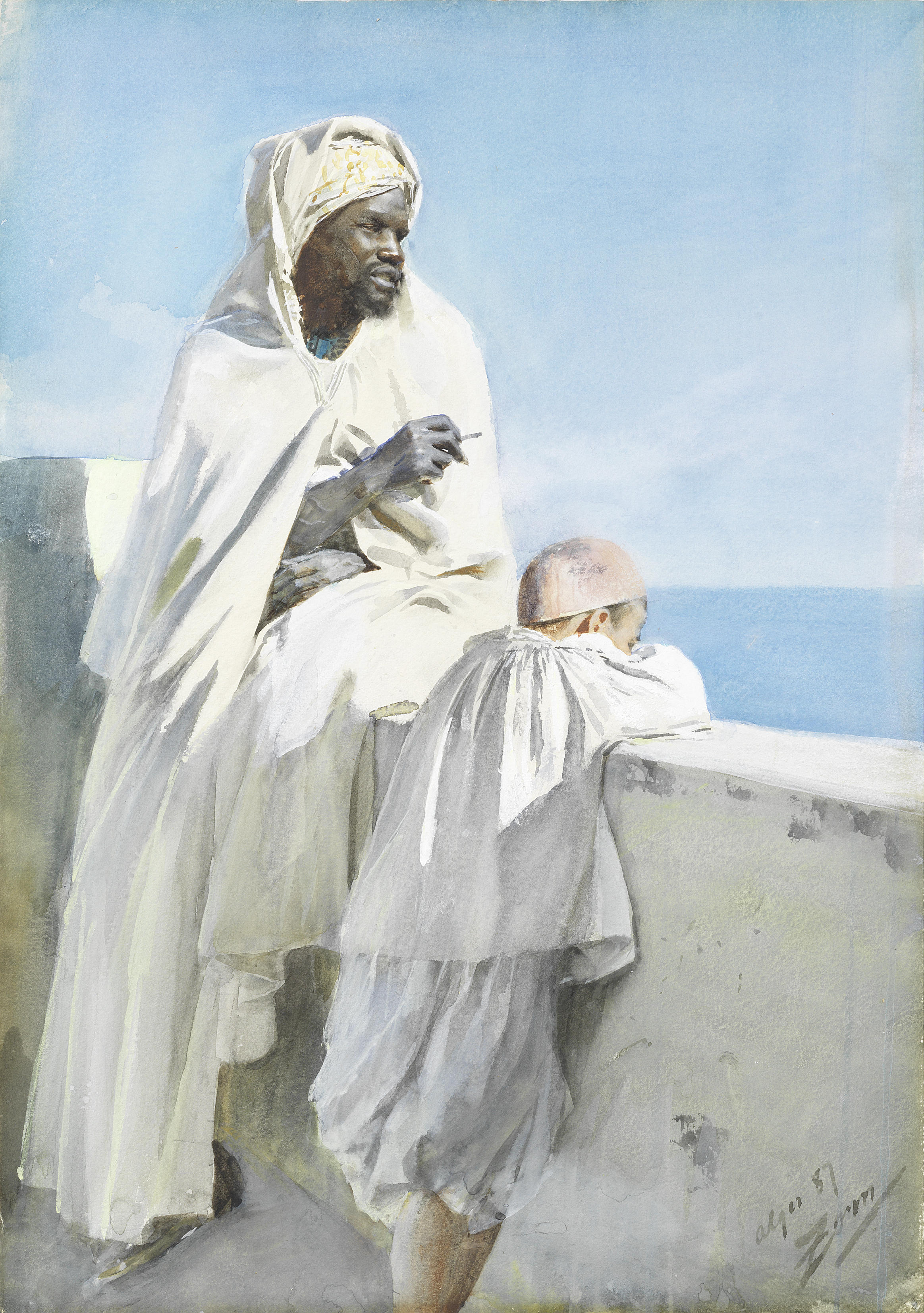
Anders Zorn, Uomo e ragazzo ad Algeri, 1887

L'arte orientalista russa si occupava in gran parte delle aree dell'Asia centrale che la Russia stava conquistando nel corso del secolo, e anche nella pittura storica con i mongoli che avevano dominato la Russia per gran parte del Medioevo, che raramente venivano mostrati in buona luce. L'esploratore Nikolaj Michajlovič Prževal'skij ha svolto un ruolo importante nella divulgazione di una visione esotica dell'"Oriente" e nel sostenere l'espansione imperiale.
Il gruppo dei Cinque era formato da importanti compositori russi del XIX secolo che lavorarono insieme per creare uno stile nazionale distinto di musica classica. Un segno distintivo dei compositori dei Cinque era la loro dipendenza dall'orientalismo. Molte opere tipicamente "russe" furono composte in stile orientalista, come l'Islamej di Balakirev, Il principe Igor' di Borodin e Shahrazād di Rimskij-Korsakov. In qualità di leader dei "Cinque", Balakirev incoraggiò l'uso di temi e armonie orientali per ambientare il loro "russo".

### Orientalismo tedesco
Edward Said scrisse originariamente che la Germania non aveva un orientalismo motivato politicamente perché il suo impero coloniale non si espandeva nelle stesse aree di Francia e Gran Bretagna. Said in seguito affermò che la Germania "aveva in comune con l'orientalismo anglo-francese e successivamente americano [...] una sorta di autorità intellettuale sull'Oriente". La presenza francese in India, nel Levante, nel Nord Africa, inoltre, l'Oriente tedesco è stato quasi esclusivamente un Oriente erudito, o almeno classico: è stato oggetto di liriche, fantasie e persino romanzi, ma non è mai stato attuale." Secondo Suzanne L. Marchand, gli studiosi tedeschi erano i "pace-setter" (una persona o un'organizzazione che è la prima a fare cose nuove o diverse e quindi fornisce un esempio da seguire per gli altri) negli studi orientali. Robert Irwin ha scritto che "fino allo scoppio della seconda guerra mondiale, il dominio tedesco dell'orientalismo era praticamente incontrastato".

### Altrove
La pittura storica nazionalista nell'Europa centrale e nei Balcani si è soffermata sull'oppressione durante il periodo dell'Impero Ottomano, sulle battaglie tra gli eserciti ottomano e cristiano, nonché su temi come l'Harem imperiale ottomano, sebbene quest'ultimo fosse un tema meno comune rispetto alle raffigurazioni francesi.
L'analisi di Said non ha impedito una forte rinascita dell'interesse e del collezionismo per le opere orientaliste del XIX secolo sin dagli anni '70, quest'ultimo in gran parte guidato da acquirenti mediorientali.

## Cultura popolare

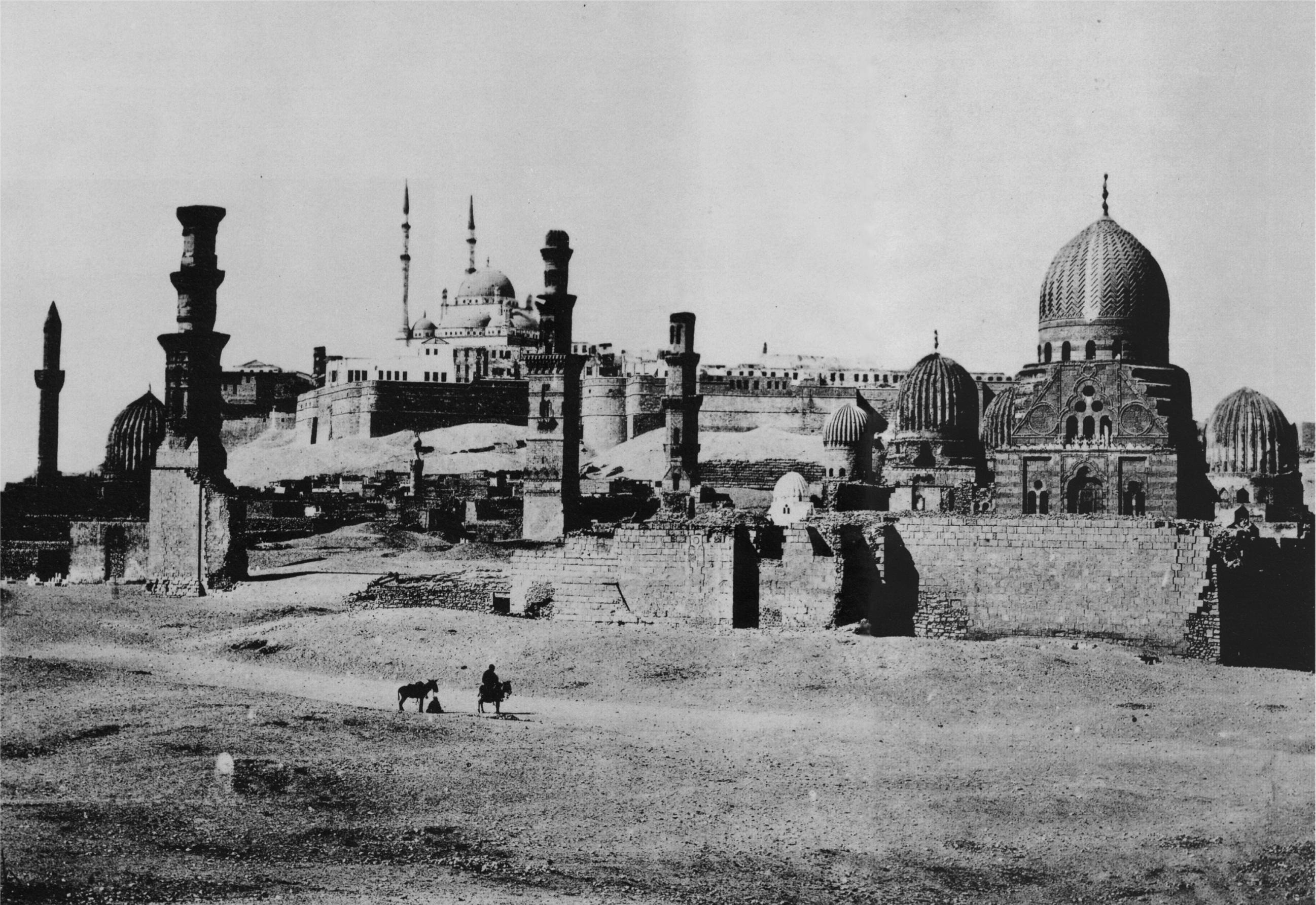
Fotografia del Cairo di Francis Frith, 1856

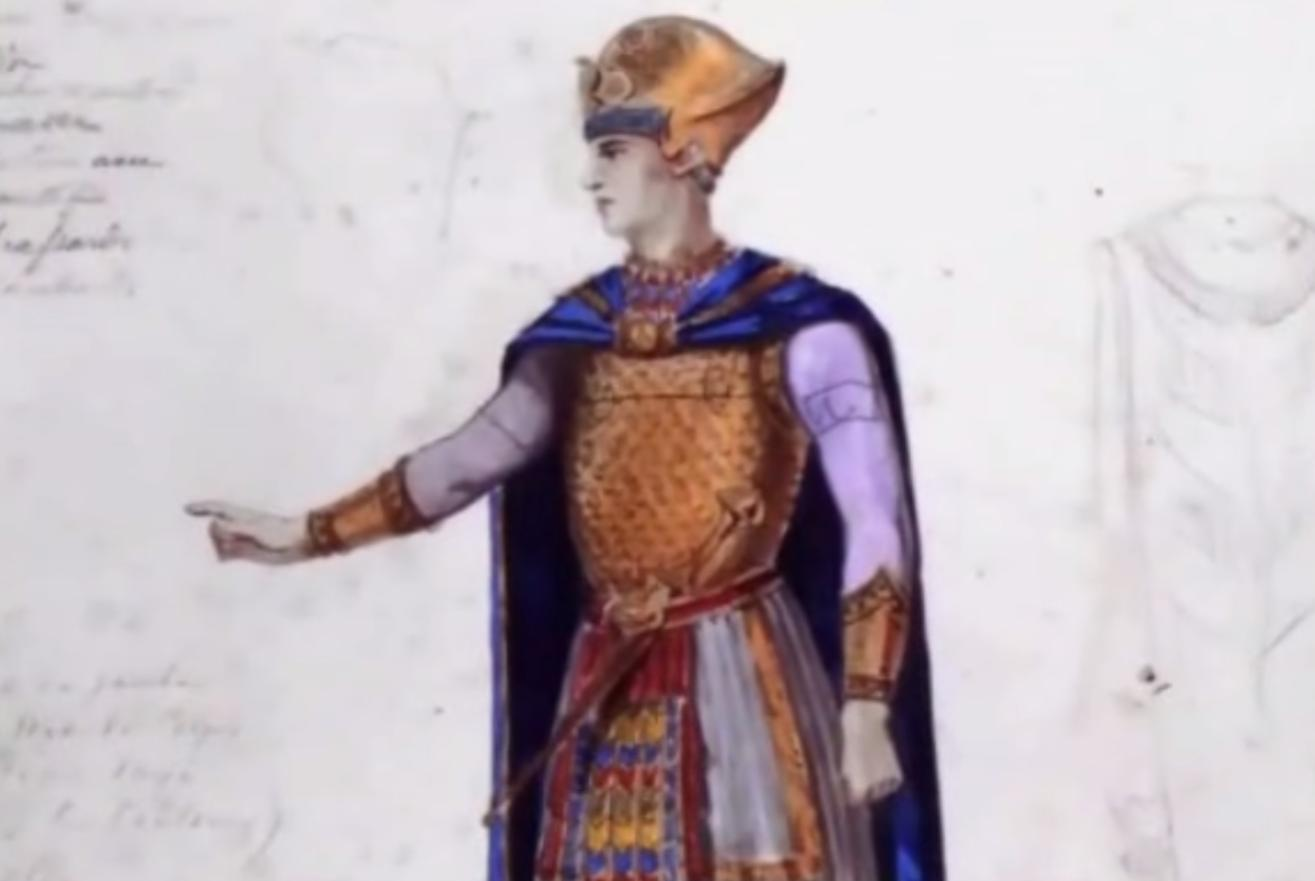
Un disegno di un costume per l'Aida di Auguste Mariette, 1871

Autori e compositori non sono comunemente indicati come "orientalisti" nel modo in cui lo sono gli artisti, e relativamente pochi sono specializzati in argomenti o stili orientali, o sono anche meglio conosciuti per le loro opere che li includono. Ma molti grandi personaggi, da Mozart a Flaubert, hanno prodotto opere significative con soggetti o trattamenti orientali. Lord Byron con i suoi quattro lunghi "racconti turchi" in poesia, è uno degli scrittori più importanti per rendere le ambientazioni fantasy esotiche orientali un tema significativo nella letteratura del romanticismo. L'opera Aida (1871) di Giuseppe Verdi è ambientata in Egitto, rappresentata attraverso il contenuto e lo spettacolo visivo. L'Aida descrive la tirannia militaristica dell'Egitto sull'Etiopia.
L'orientalismo irlandese aveva un carattere particolare, attingendo a varie credenze sui primi legami storici tra l'Irlanda e l'Oriente, poche delle quali sono ora considerate storicamente corrette. I mitici Milesi ne sono un esempio. Gli irlandesi erano anche consapevoli delle opinioni di altre nazioni che li consideravano relativamente arretrati rispetto all'Oriente e all'"Oriente da cortile" dell'Europa.

### Nella musica
Nella musica, l'orientalismo può essere applicato a stili che si verificano in periodi diversi, come nel caso del genere alla Turca, utilizzato da più compositori tra cui Mozart e Beethoven. Il musicologo Richard Taruskin ha identificato nella musica russa del XIX secolo una vena di orientalismo: "l'Oriente come segno o metafora, come geografia immaginaria, come finzione storica, come l'altro ridotto e totalizzato rispetto al quale costruiamo il nostro (non meno ridotto e totalizzato) senso di noi stessi”. Taruskin ha ammesso che i compositori russi, a differenza di quelli francesi e tedeschi, sentivano una "ambivalenza" al tema poiché "la Russia era un impero contiguo in cui gli europei, che vivevano fianco a fianco con gli 'orientali', si identificavano (e si sposavano) con loro molto più che nel caso di altre potenze coloniali".

Tuttavia, Taruskin caratterizzò l'orientalismo nella musica romantica russa come dotato di melodie "piene di piccoli ornamenti e melismi ravvicinati", linee di accompagnamento cromatiche, basso drone - caratteristiche che furono usate da Glinka, Balakirev, Borodin, Rimskij-Korsakov, Ljapunov e Rachmaninov. Queste caratteristiche musicali evocano: 
non solo l'Oriente, ma l'Oriente seducente che castra, schiavizza, rende passivo. In una parola, significa la promessa dell'esperienza di nega, un attributo primario dell'oriente immaginato dai russi... Nell'opera e nel canto, nega spesso denota semplicemente SESSO alla russa, desiderato o raggiunto.
L'orientalismo è rintracciabile anche nella musica che si ritiene abbia effetti di esotismo, inclusa l'influenza del gamelan giavanese nella musica per pianoforte di Claude Debussy fino al sitar utilizzato nelle registrazioni dei Beatles.
Nel Regno Unito, Gustav Holst ha composto Beni Mora evocando un'atmosfera araba languida e inebriante.
L'orientalismo, in un modo più camp, trovò anche la sua strada nella musica esotica alla fine degli anni '50, in particolare nelle opere di Les Baxter, ad esempio, la sua composizione "City of Veils".

### In letteratura

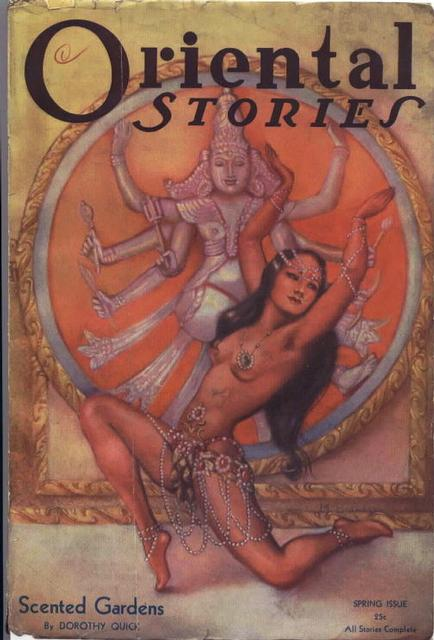
Copertina della rivista pulp Oriental Stories, primavera 1932

Il movimento romantico in letteratura iniziò nel 1785 e terminò intorno al 1830. Il termine romantico fa riferimento alle idee e alla cultura che gli scrittori dell'epoca riflettevano nel loro lavoro. Durante questo periodo, la cultura e gli oggetti d'Oriente iniziarono ad avere un profondo effetto sull'Europa. I lunghi viaggi di artisti e membri dell'élite europea hanno riportato in Occidente diari di viaggio e racconti sensazionali, creando un grande interesse per tutto ciò che è "straniero". L'orientalismo romantico incorpora località geografiche africane e asiatiche, note personalità coloniali e "native", folclore e filosofie per creare un ambiente letterario di esplorazione coloniale da una visione del mondo distintamente europea. L'attuale tendenza nell'analisi di questo movimento fa riferimento a una credenza in questa letteratura come un modo per giustificare gli sforzi coloniali europei con l'espansione del territorio.
Nel suo romanzo Salammbô, Gustave Flaubert usò l'antica Cartagine nel Nord Africa come contrasto con l'antica Roma. Ha ritratto la sua cultura come moralmente corruttrice e soffusa di un erotismo pericolosamente seducente. Questo romanzo si è rivelato estremamente influente sui successivi ritratti delle antiche culture semitiche.

### Nel cinema

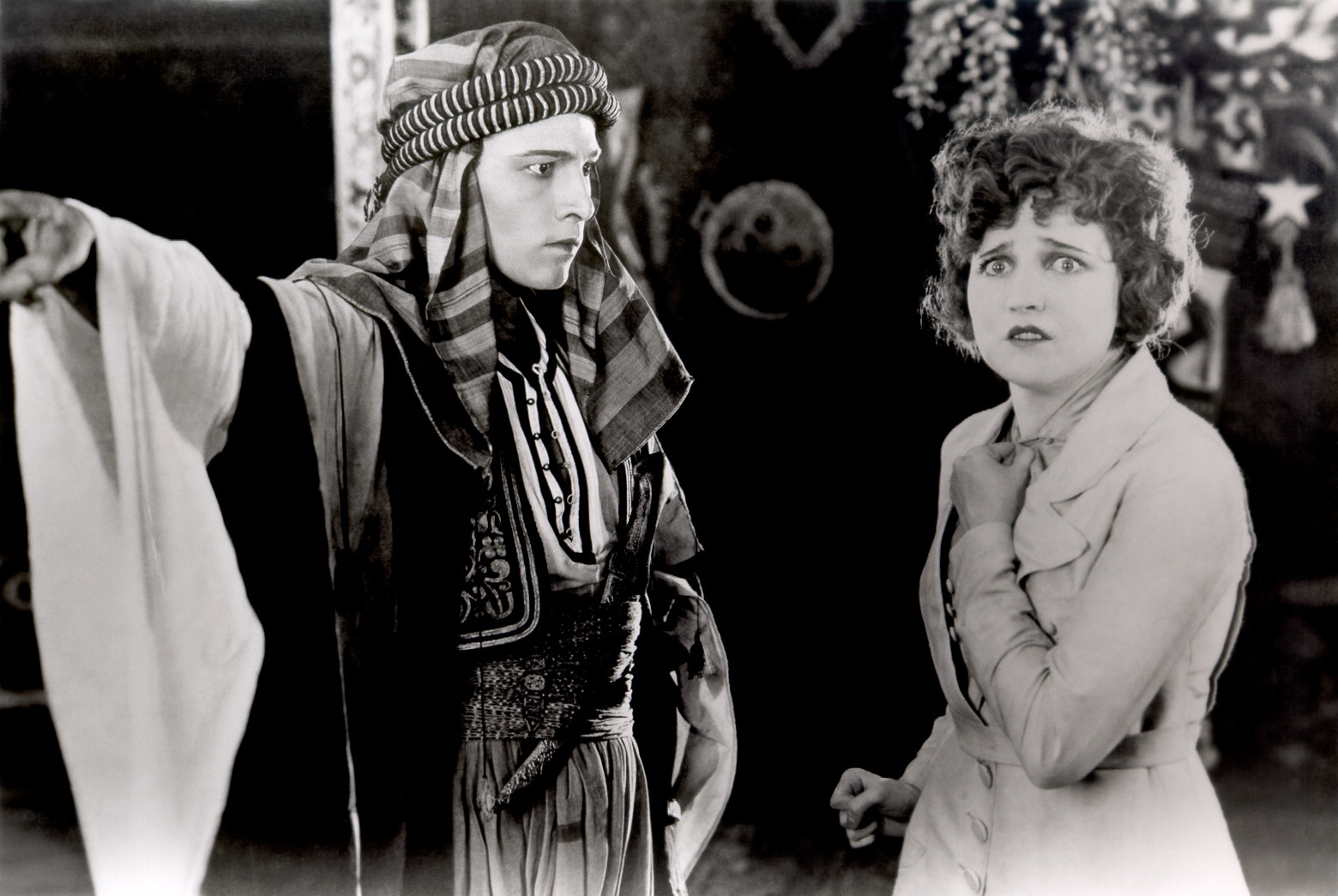
Rodolfo Valentino e Agnes Ayres in Lo sceicco, 1921

Said sostiene che la continuità dell'orientalismo nel presente può essere trovata in immagini influenti, in particolare attraverso il cinema degli Stati Uniti, poiché l'Occidente è ora cresciuto fino a includere gli Stati Uniti. Molti lungometraggi di successo, come la serie di Indiana Jones, i film de La mummia e la serie di film Aladdin della Disney, dimostrano le geografie immaginate dell'Oriente. I film di solito ritraggono i personaggi eroici principali come provenienti dal mondo occidentale, mentre i cattivi spesso provengono dall'est. La rappresentazione dell'Oriente è continuata nel film, anche se questa rappresentazione non ha necessariamente alcuna verità. In La casa da tè alla luna d'agosto (1956), come sostenuto da Pedro Iacobelli, ci sono tropi dell'orientalismo. Osserva che il film "ci dice di più sugli americani e sull'immagine americana di Okinawa piuttosto che sul popolo di Okinawa". Il film caratterizza gli abitanti di Okinawa come "allegri ma arretrati" e "depoliticizzati", il che ignorava le proteste politiche di Okinawa nella vita reale per l'acquisizione forzata di terre da parte dell'esercito americano all'epoca.
Kimiko Akita, in Orientalism and the Binary of Fact and Fiction in "Memoirs of a Geisha", sostiene che Memorie di una geisha (2005) contiene tropi orientalisti e profonde "false rappresentazioni culturali". Afferma che Memoirs of a Geisha "rafforza l'idea della cultura giapponese e delle gheiscie come esotiche, arretrate, irrazionali, sporche, profane, promiscue, bizzarre ed enigmatiche".

### Nella danza
Nell'ultima parte del secolo, i balletti stavano catturando la presunta essenza del misterioso Oriente. Questi balletti includevano spesso temi sessuali e tendevano a basarsi su supposizioni di persone piuttosto che su fatti concreti. L'orientalismo è evidente in numerosi balletti.
L'Oriente ha motivato diversi importanti balletti, che sono sopravvissuti dalla fine del XIX e dall'inizio del XX secolo. Le Corsaire debuttò nel 1856 all'Opera di Parigi, con la coreografia di Joseph Mazilier. Marius Petipa ha ri-coreografato il balletto per il balletto Mariinskij a San Pietroburgo, in Russia, nel 1899. La sua complessa trama, vagamente basata sul poema di Lord Byron, si svolge in Turchia e si concentra su una storia d'amore tra un pirata e una bellissima schiava. Le scene includono un bazar in cui le donne vengono vendute agli uomini come schiave e il Palazzo del Pascià, che presenta il suo harem di mogli. Nel 1877, Marius Petipa coreografò La Bayadère, la storia d'amore di un ballerino del tempio indiano e di un guerriero indiano. Questo balletto era basato sull'opera di Kalidasa Il riconoscimento di Sakùntala. La Bayadere usò costumi vagamente indiani e incorporò gesti delle mani di ispirazione indiana nel balletto classico. Inoltre, includeva una "danza indù", motivata da Kathak, una forma di danza indiana. Un altro balletto, Shéhérazade, coreografato da Michel Fokine nel 1910 su musiche di Nikolaj Rimskij-Korsakov, è una storia che coinvolge la moglie di uno scià e le sue relazioni illecite con uno schiavo d'oro, originariamente interpretato da Vaclav Fomič Nižinskij. La controversa fissazione del balletto sul sesso include un'orgia in un harem orientale. Quando lo scià scopre le azioni delle sue numerose mogli e dei loro amanti, ordina la morte delle persone coinvolte. Sheherazade era vagamente basato su racconti popolari di dubbia autenticità.
Anche diversi balletti meno noti della fine del XIX e dell'inizio del XX secolo mostrano il loro orientalismo. Ad esempio, in La figlia del faraone (1862) di Petipa, un inglese si immagina, in un sogno indotto dall'oppio, come un ragazzo egiziano che conquista l'amore della figlia del Faraone, Aspicia. Il costume di Aspicia consisteva in decorazioni "egiziane" su un tutù. Un altro balletto, Brahma di Hippolyte Monplaisir, presentato per la prima volta nel 1868 alla Scala, in Italia, è una storia che coinvolge relazioni romantiche tra una schiava e Brahmā, il dio indù, quando visita la terra. Inoltre, nel 1909, Serge Diaghileff ha incluso la Cléopâtre nel repertorio dei Balletti russi. Con il suo tema del sesso, questa revisione di Une Nuit d'Egypte di Fokine combinava "l'esotismo e la grandezza" che il pubblico di quel tempo desiderava ardentemente.
Come uno dei pionieri della danza moderna in America, Ruth St. Denis ha anche esplorato l'orientalismo nella sua danza. I suoi balli non erano autentici; ha tratto ispirazione da fotografie, libri e successivamente dai musei in Europa. Tuttavia, l'esotismo dei suoi balli soddisfaceva gli interessi delle donne della società in America. Ha incluso Radha e The Cobras nel suo programma "Indian" nel 1906. Inoltre, ha avuto successo in Europa con un altro balletto a tema indiano, The Nautch nel 1908. Nel 1909, al suo ritorno in America, St Denis ha creato la sua prima opera "egiziana", Egypta. La sua preferenza per l'orientalismo continuò, culminando con Ishtar delle Sette Porte nel 1923, su una dea babilonese.
Sebbene l'orientalismo nella danza abbia raggiunto il culmine tra la fine del diciannovesimo e l'inizio del ventesimo secolo, è ancora presente nei tempi moderni. Ad esempio, le principali compagnie di balletto eseguono regolarmente Le Corsaire, La Bayadere e Sheherazade. Inoltre, l'orientalismo si trova anche nelle versioni più recenti dei balletti. Nelle versioni de Lo schiaccianoci, come la produzione dell'American Ballet Theatre del 2010, la danza cinese utilizza una posizione del braccio con le braccia piegate a un angolo di novanta gradi e gli indici puntati verso l'alto, mentre la danza araba utilizza movimenti bidimensionali del braccio piegato. Ispirati ai balletti del passato, i movimenti e le posizioni delle braccia stereotipati "orientali" si sono sviluppati e rimangono.

## Religione
Uno scambio di idee occidentali e orientali sulla spiritualità si sviluppò mentre l'Occidente commerciava e stabiliva colonie in Asia. La prima traduzione occidentale di un testo sanscrito apparve nel 1785, segnando il crescente interesse per la cultura e le lingue indiane. Le traduzioni delle Upaniṣad, che Arthur Schopenhauer definì "la consolazione della mia vita", apparvero per la prima volta nel 1801 e nel 1802. Le prime traduzioni apparvero anche in altre lingue europee. Il trascendentalismo del XIX secolo fu influenzato dalla spiritualità asiatica, spingendo Ralph Waldo Emerson (1803-1882) per aprire la strada all'idea di spiritualità come campo distinto.
Una forza importante nell'influenza reciproca della spiritualità e della religiosità orientale e occidentale fu la Società Teosofica, un gruppo che cercava l'antica saggezza dall'Oriente e diffondeva le idee religiose orientali in Occidente. Una delle sue caratteristiche salienti era la credenza nei "Maestri di saggezza", "esseri, umani o un tempo umani, che hanno trasceso le normali frontiere della conoscenza, e che fanno della loro saggezza a disposizione degli altri”. La Società Teosofica diffuse anche le idee occidentali in Oriente, contribuendo alla sua modernizzazione e ad un crescente nazionalismo nelle colonie asiatiche.
La Società Teosofica ha avuto una grande influenza sul modernismo buddista e sui movimenti di riforma indù. Tra il 1878 e il 1882, la Società e l'Arya Samaj furono unite come Società Teosofica dell'Arya Samaj. Helena Blavatsky, insieme a H. S. Olcott e Anagarika Dharmapala, è stata determinante nella trasmissione occidentale e nella rinascita del buddismo Theravada.
Un'altra grande influenza fu Vivekananda, che rese popolare la sua interpretazione modernizzata dell'Advaita Vedānta durante la fine del XIX e l'inizio del XX secolo sia in India che in Occidente, enfatizzando anubhava ("esperienza personale") oltre autorità scritturale.

### Islam
Con la diffusione degli ideali religiosi e culturali orientali verso l'Occidente, sono entrati in gioco studi e alcune illustrazioni che raffigurano determinate regioni e religioni sotto la prospettiva occidentale. Molti aspetti o punti di vista sono spesso trasformati nelle idee che l'Occidente ha adottato su quegli ideali culturali e religiosi. Uno dei punti di vista più adottati può essere descritto attraverso il contesto occidentale sull'Islam e il Medio Oriente. Sotto la visione adottata dell'Islam nel contesto occidentale, l'orientalismo rientra nella categoria della prospettiva occidentale del pensiero che si sposta attraverso costrutti sociali che si riferiscono a rappresentazioni della religione o della cultura in un punto di vista soggettivo. Il concetto di orientalismo risale alle epoche precoloniali, quando le principali potenze europee acquisirono e percepirono il territorio, le risorse, la conoscenza e il controllo delle regioni dell'Est. Il termine orientalismo descrive ulteriormente il contesto storico dell'antagonismo e della falsa rappresentazione delle tendenze di uno strato crescente di inclusione occidentale e influenza sulla cultura e sugli ideali stranieri.
Nella prospettiva religiosa sotto l'Islam, il termine orientalismo si applica in un significato simile alla prospettiva dalla prospettiva occidentale, principalmente agli occhi della maggioranza cristiana. Il contributo principale alla rappresentazione delle prospettive o illustrazioni orientali sull'Islam e altre culture mediorientali deriva dalle influenze e dai poteri imperiali e coloniali che attribuiscono alla formazione di molteplici campi di elementi geografici, politici, educativi e scientifici. La combinazione di questi diversi generi rivela una divisione significativa tra le persone di quelle culture e rafforza gli ideali fissati dalla prospettiva occidentale. Con l'Islam, le scoperte, le ricerche, le invenzioni o le idee storicamente scientifiche che sono state presentate prima e hanno contribuito a molte altre scoperte europee non sono affiliate ai precedenti scienziati islamici. Dall'esclusione dei contributi passati e dei primi lavori portati ulteriormente alla narrazione del concetto di orientalismo con il passare del tempo si è generata una storia e una direttiva di presenza all'interno della regione e della religione che influenza storicamente l'immagine dell'Oriente.
Negli ultimi anni l'orientalismo è stato influenzato e portato ad alterare rappresentazioni di varie forme che derivano tutte dallo stesso significato. Dal diciannovesimo secolo, tra le prospettive occidentali sull'orientalismo, differivano poiché la scissione dell'orientalismo americano ed europeo vedeva illustrazioni diverse. Con i media mainstream e la produzione popolare rivelano molte rappresentazioni di culture orientali e riferimenti islamici all'attuale evento di radicalizzazione per le culture non occidentali. Con riferimenti e media mainstream spesso utilizzati per contribuire a un'agenda estesa sotto il giudizio costruttivo di motivi alternativi. L'approccio con la generalizzazione del termine orientalismo è stato incorporato con l'inizio del colonialismo come radice della principale complessità delle prospettive delle culture straniere all'interno delle società moderne. Poiché i media mainstream descrivono illustrazioni per utilizzare molti esempi di discorso e su alcune regioni principalmente tra i conflitti all'interno delle regioni del Medio Oriente e dell'Africa. Con l'agenda di influenzare le opinioni sulle società non occidentali da ritenersi incompatibili con ideologie e culture diverse, gli elementi che presentano deviazioni tra società e aspetti orientali.

## Viste orientali dell'ovest e vedute occidentali dell'est
Il concetto di orientalismo è stato adottato da studiosi dell'Europa centro-orientale e orientale, tra cui Marija Todorova, Attila Melegh, Tomasz Zarycki e Dariusz Skórczewski come strumento analitico per esplorare le immagini delle società dell'Europa centro-orientale e orientale nei discorsi culturali dell'Occidente nel XIX secolo e durante la dominazione sovietica.

Il termine "ri-orientalismo" è stato usato da Lisa Lau e Ana Cristina Mendes per riferirsi a come l'autorappresentazione orientale si basa su punti di riferimento occidentali: 
Il re-orientalismo differisce dall'orientalismo nel modo e nelle ragioni per cui fa riferimento all'Occidente: mentre sfida le metanarrazioni dell'orientalismo, il re-orientalismo crea proprie metanarrazioni alternative per articolare le identità orientali, decostruendo e rafforzando allo stesso tempo l'orientalismo.

### Occidentalismo
Il termine occidentalismo è spesso usato per riferirsi a visioni negative del mondo occidentale presenti nelle società orientali, e si fonda sul senso di nazionalismo che si diffuse in reazione al colonialismo. Edward Said è stato accusato di occidentalizzare l'occidente nella sua critica all'orientalismo; di essere colpevole di caratterizzare falsamente l'Occidente nello stesso modo in cui accusa gli studiosi occidentali di caratterizzare falsamente l'Oriente. Said ha essenzializzato l'Occidente creando un omogene o immagine del territorio. Attualmente, l'Occidente è costituito non solo dall'Europa, ma anche dagli Stati Uniti e dal Canada, che sono diventati più influenti nel corso degli anni.
Gli imperatori Qing del XVIII secolo in Cina avevano un fascino materiale per le Occidenterie, o oggetti ispirati all'arte e all'architettura occidentali (un analogo delle cineserie europee o imitazione materiale delle tradizioni artistiche cinesi). Sebbene il fenomeno fosse fortemente associato alla corte dell'imperatore e al progetto architettonico di Xiyang Lou, tuttavia, un ampio spettro di classi sociali cinesi aveva un certo accesso agli oggetti di Occidenterie in quanto prodotti internamente.

### L'altro
In fenomenologia, il termine "altro" identifica l'Altro essere umano, nella sua differenza dal Sé, come fattore cumulativo e costitutivo dell'immagine di sé di una persona; come riconoscimento di essere reale; quindi l'Altro è dissimile e opposto al Sé, di Noi e dello Stesso. L'azione delle culture othering si verifica quando i gruppi sono etichettati come diversi a causa di caratteristiche che li distinguono dalla norma percepita. Edward Said, autore del libro Orientalismo, sosteneva che le potenze occidentali e individui influenti come scienziati sociali e artisti condividessero "l'Oriente". L'evoluzione delle ideologie è spesso inizialmente radicata nella lingua e continua a incresparsi nel tessuto della società assumendo il controllo della cultura, dell'economia e della sfera politica. Gran parte della critica di Said all'orientalismo occidentale si basa su ciò che descrive come tendenze articolanti. Queste ideologie sono presenti nelle opere asiatiche di scrittori e artisti indiani, cinesi e giapponesi, nelle loro visioni della cultura e della tradizione occidentale. Uno sviluppo particolarmente significativo è il modo in cui l'orientalismo ha preso forma nel cinema non occidentale, come ad esempio nel cinema in lingua hindi.

## Galleria d'immagini

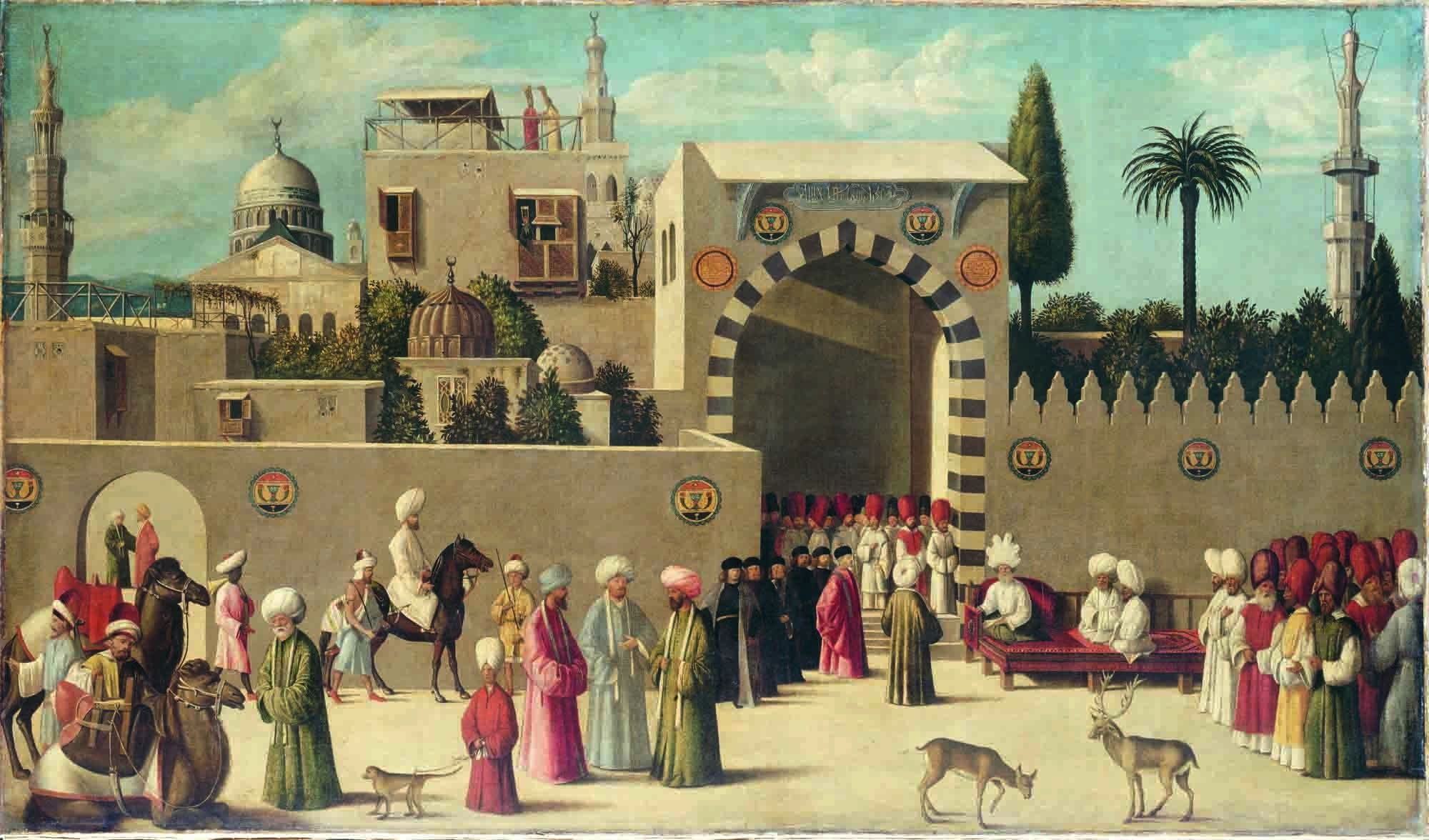
Ignoto artista veneziano, Il ricevimento degli ambasciatori a Damasco, 1511, Louvre. Non si sa se il cervo con le corna in primo piano sia mai esistito allo stato selvatico in Siria.
Eugène Delacroix, Le donne di Algeri, 1834, Louvre, Parigi .
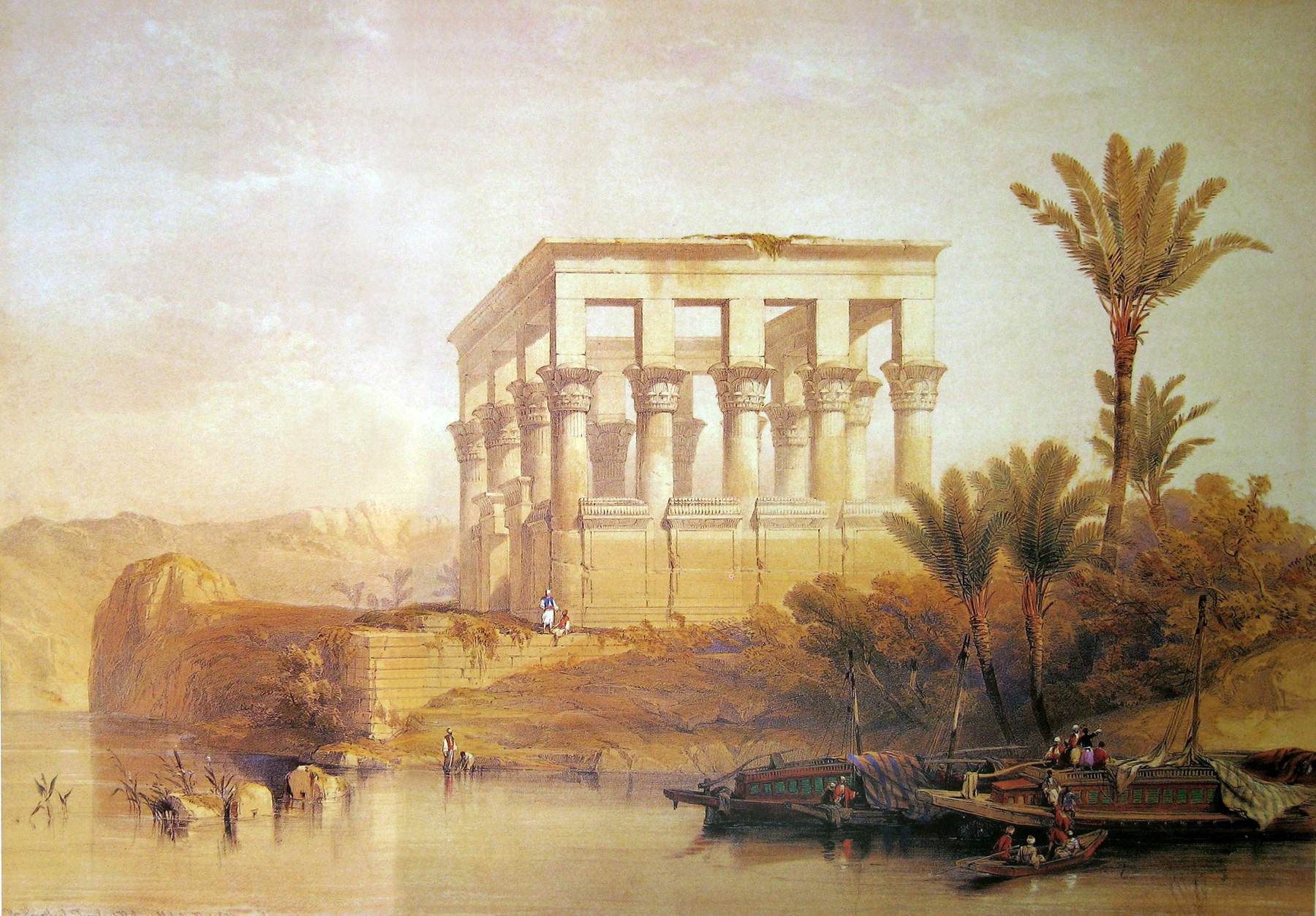
Il tempio ipoetrale di File di David Roberts, 1838, in Terra Santa, Siria, Idumea, Arabia, Egitto e Nubia.
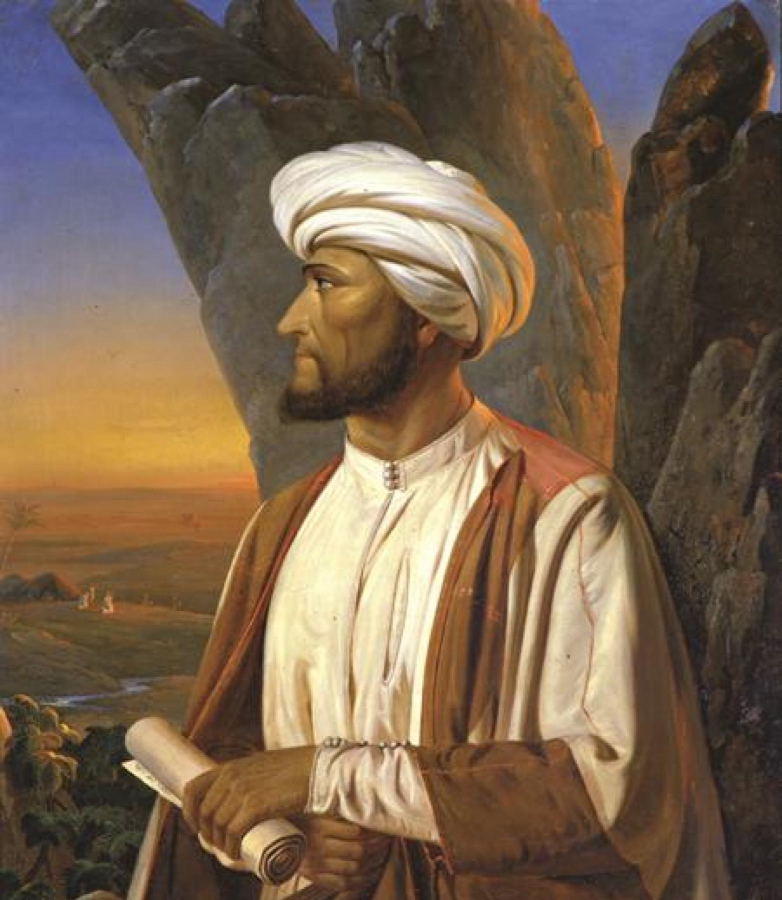
Il professor G. A. Wallin (1811–1852), esploratore e orientalista finlandese, ricordato per essere stato uno dei primi europei a studiare e viaggiare in Medio Oriente negli anni Quaranta dell'Ottocento. Ritratto di Wallin di R. W. Ekman, 1853[81][82][83].